# Palácio Nacional de Queluz

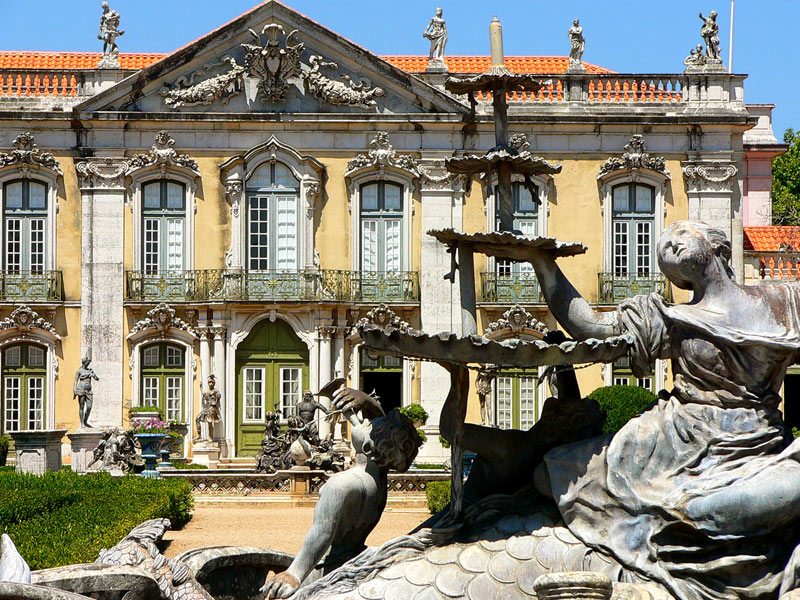
Palácio Nacional de Queluz

Der Palácio Nacional de Queluz, auch Palácio Real de Queluz genannt, zu Deutsch Nationalpalast von Queluz, ist eine der größten Rokoko-Schlossanlagen Europas. Er befindet sich in der Stadt Queluz, in der Nähe Lissabons in Portugal. Es wird auch als „portugiesisches Versailles“ bezeichnet.

## Geschichte
Er wurde als Sommerresidenz für D. Pedro III., dem späteren Prinzgemahl von Königin Dona Maria I., im 18. Jahrhundert von den portugiesischen Architekten Mateus Vicente de Oliveira und Manuel Caetano de Sousa entworfen. Mit den Arbeiten wurde im Jahre 1747 begonnen. Ein Flügel der Anlage wurde von dem französischen Architekten Jean Baptiste Robillon entworfen und zwischen 1785 und 1792 errichtet. Dieser dient heute als Gästehaus für Staatsgäste. Das königliche Schlosstheater im Palast wurde am 17. Dezember 1778 zum ersten Jahrestag der Krönung der Königin eingeweiht.
Nachdem der Palast von Ajuda bei einem Brand im Jahre 1794 zerstört worden war, diente Queluz Prinzregent João VI. und seinen Nachfolgern, bis zu deren Flucht vor Napoléon Bonaparte nach Brasilien, als offizielle Residenz. 
Zu dem Schlosskomplex gehört ferner ein ausgedehnter Park.

## Ansichten

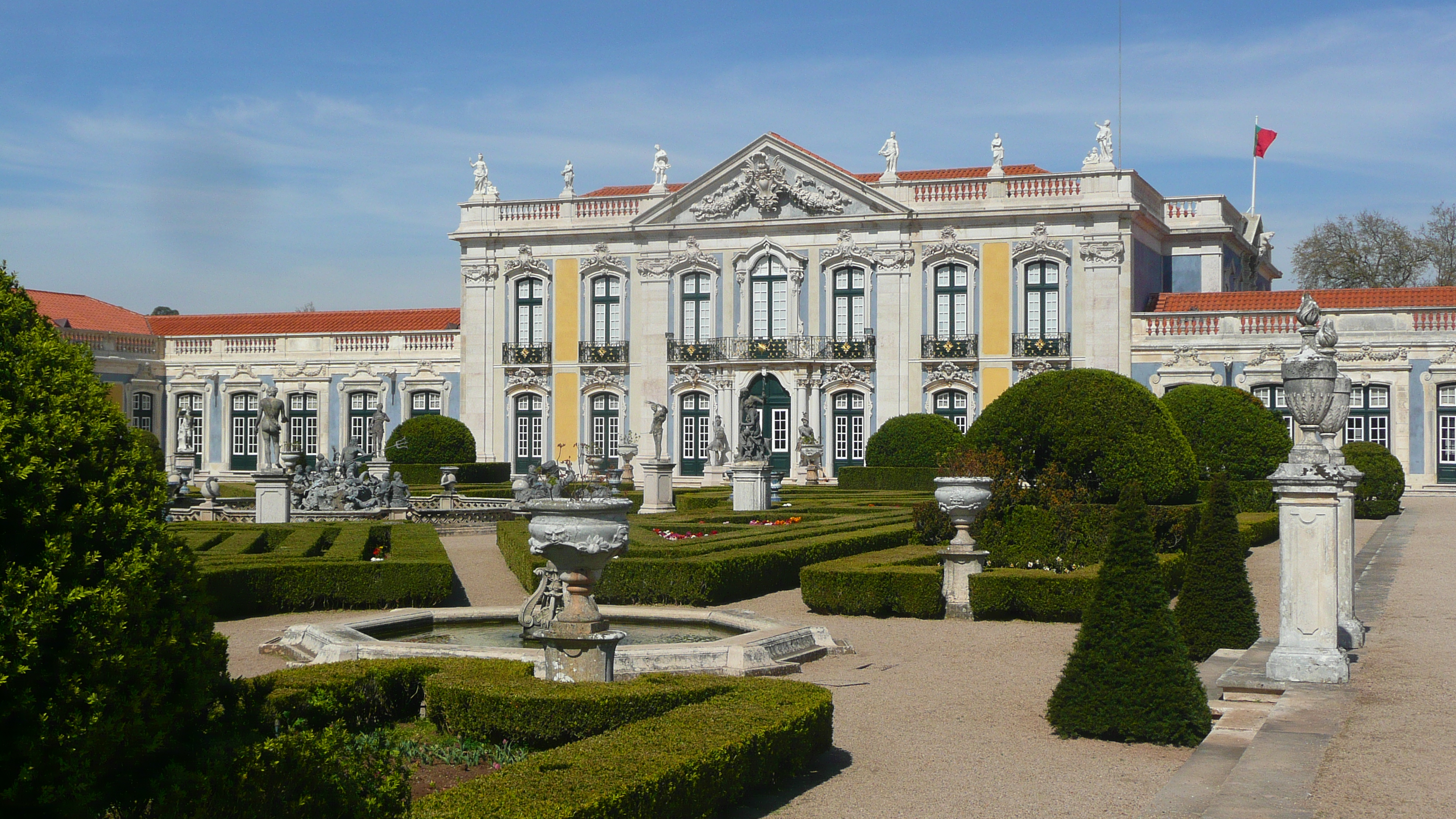
Parkanlage und Palast
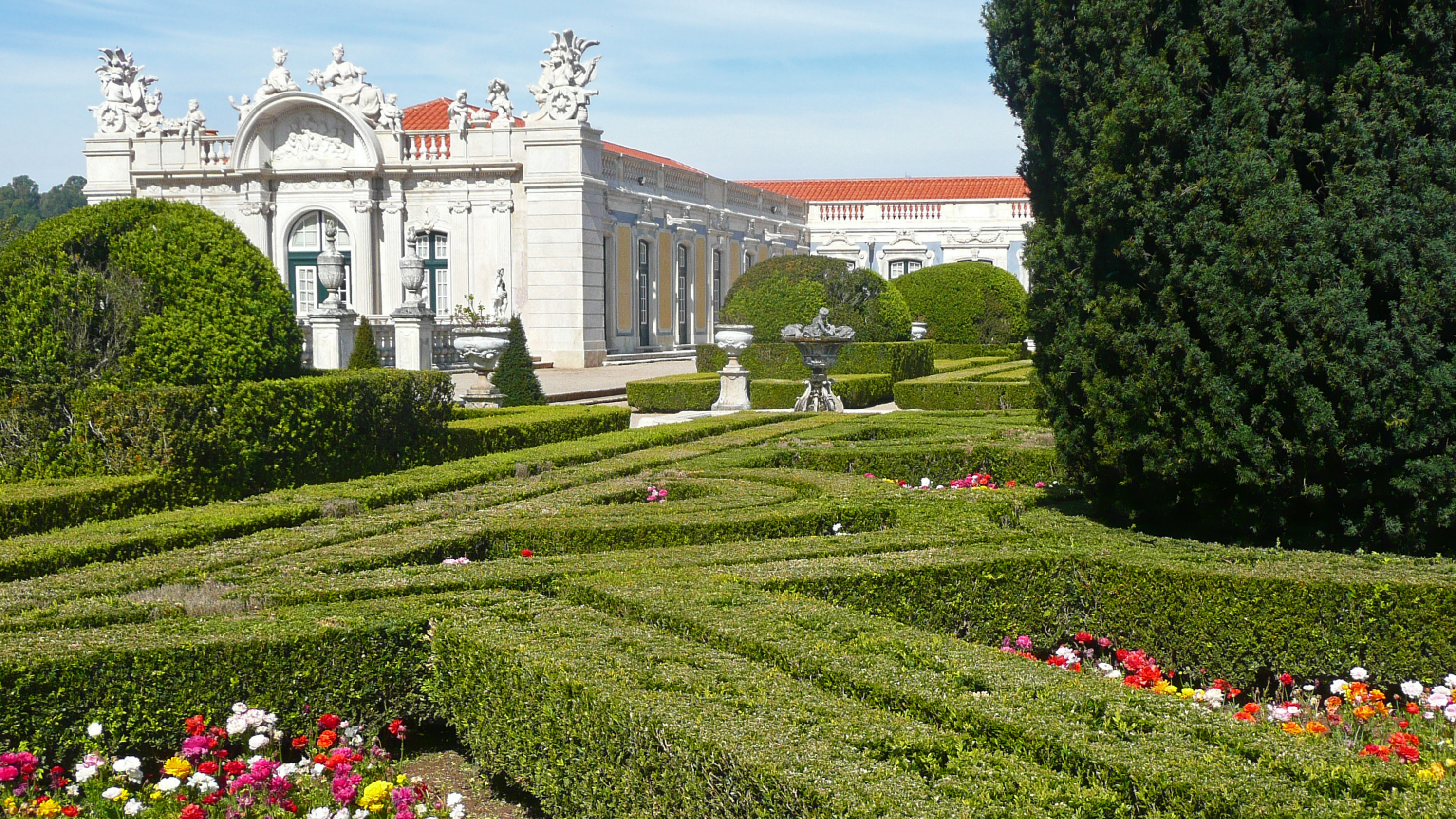
Robillon-Flügel
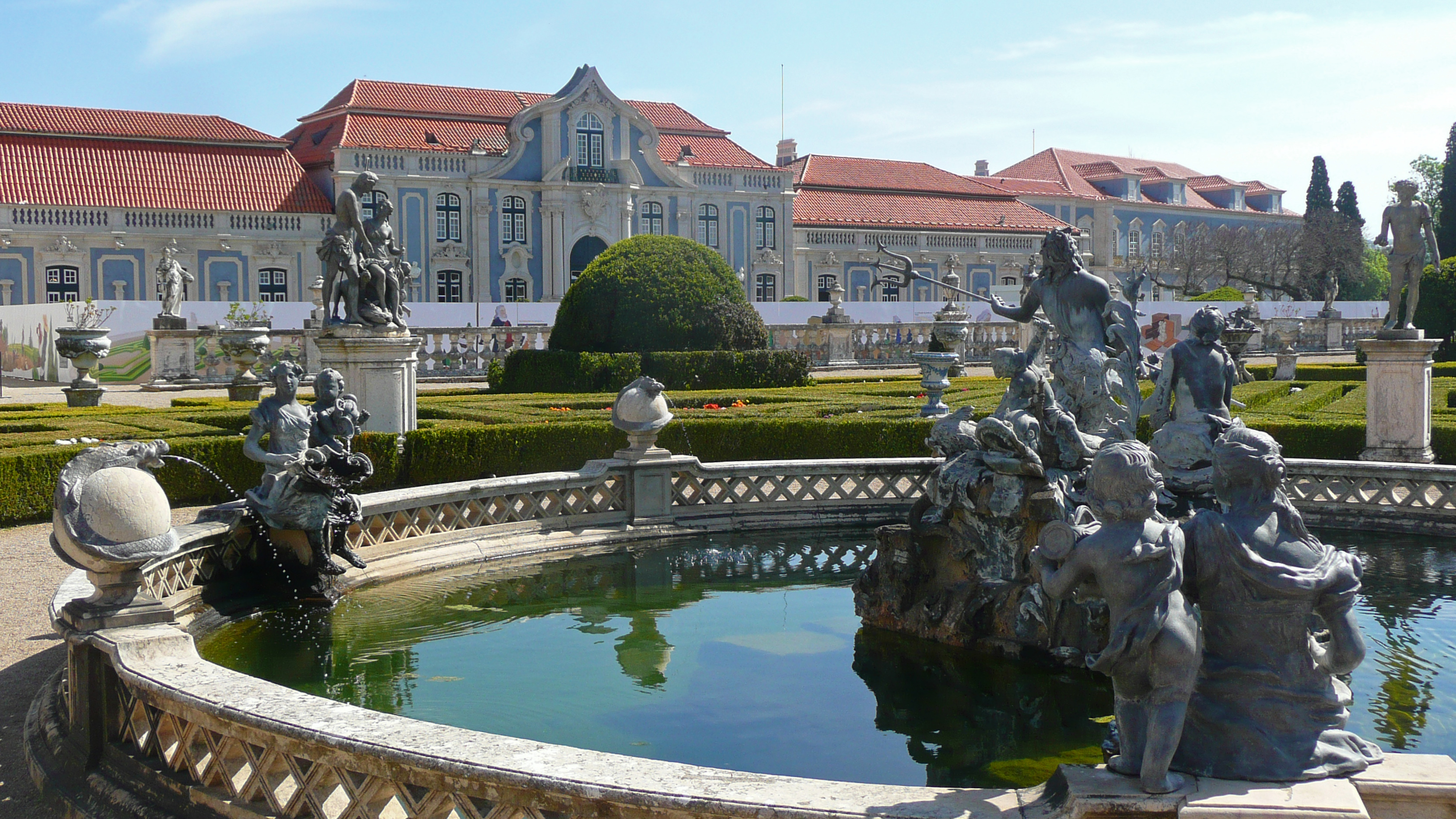
Brunnen und Ballsaal-Flügel 2017
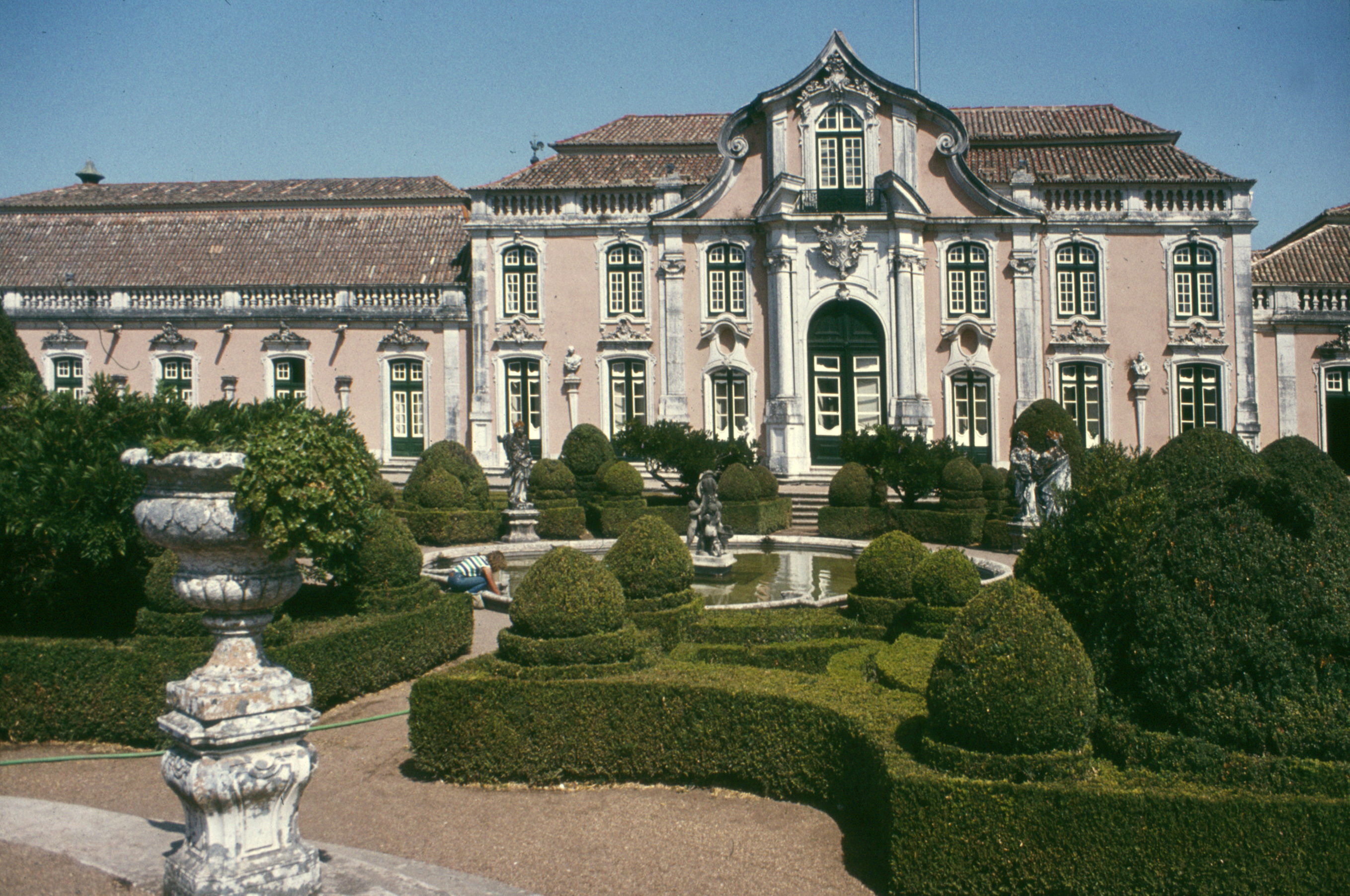
Ballsaal-Flügel 1983
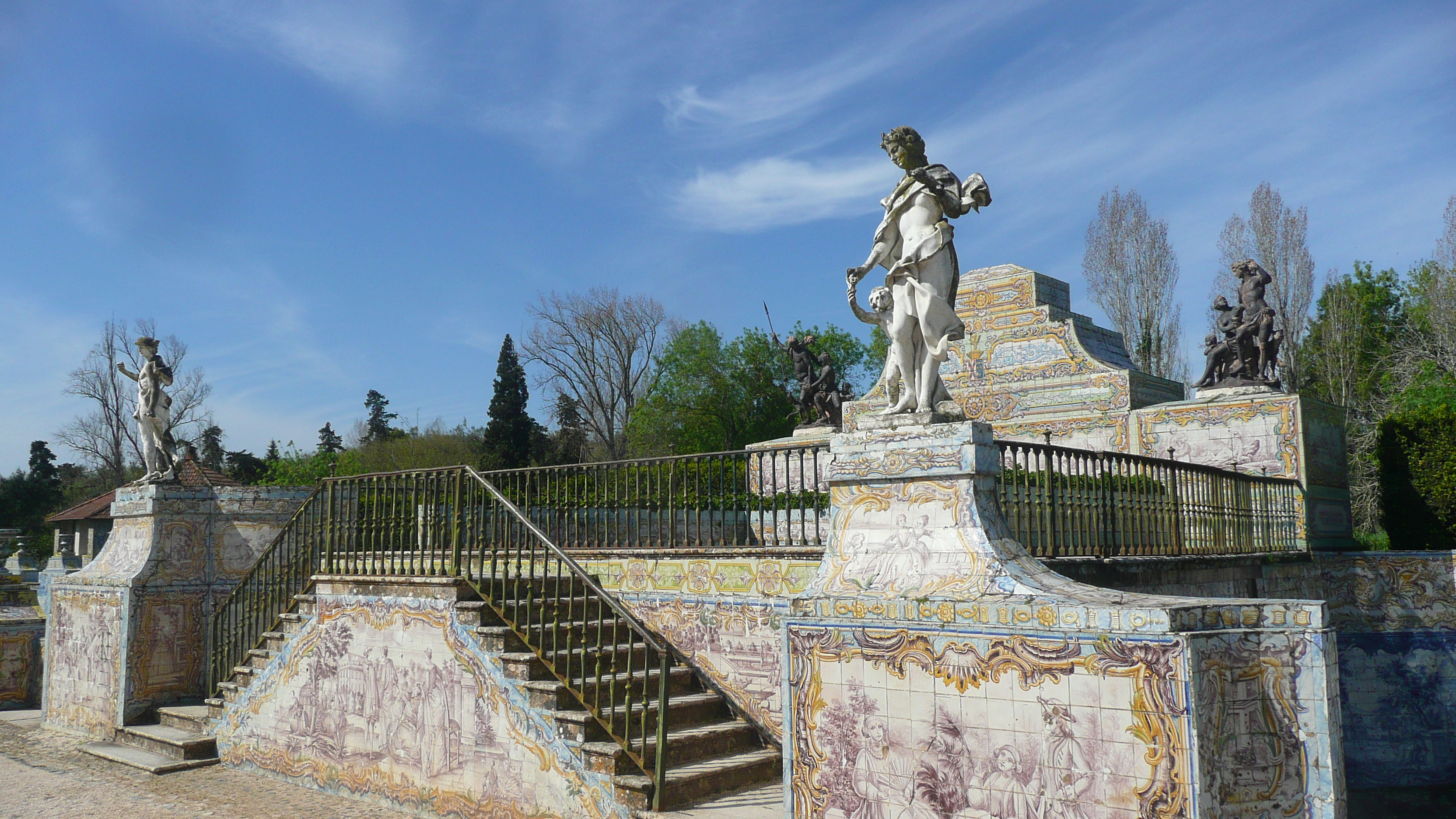
Kanal innerhalb der Gartenanlage
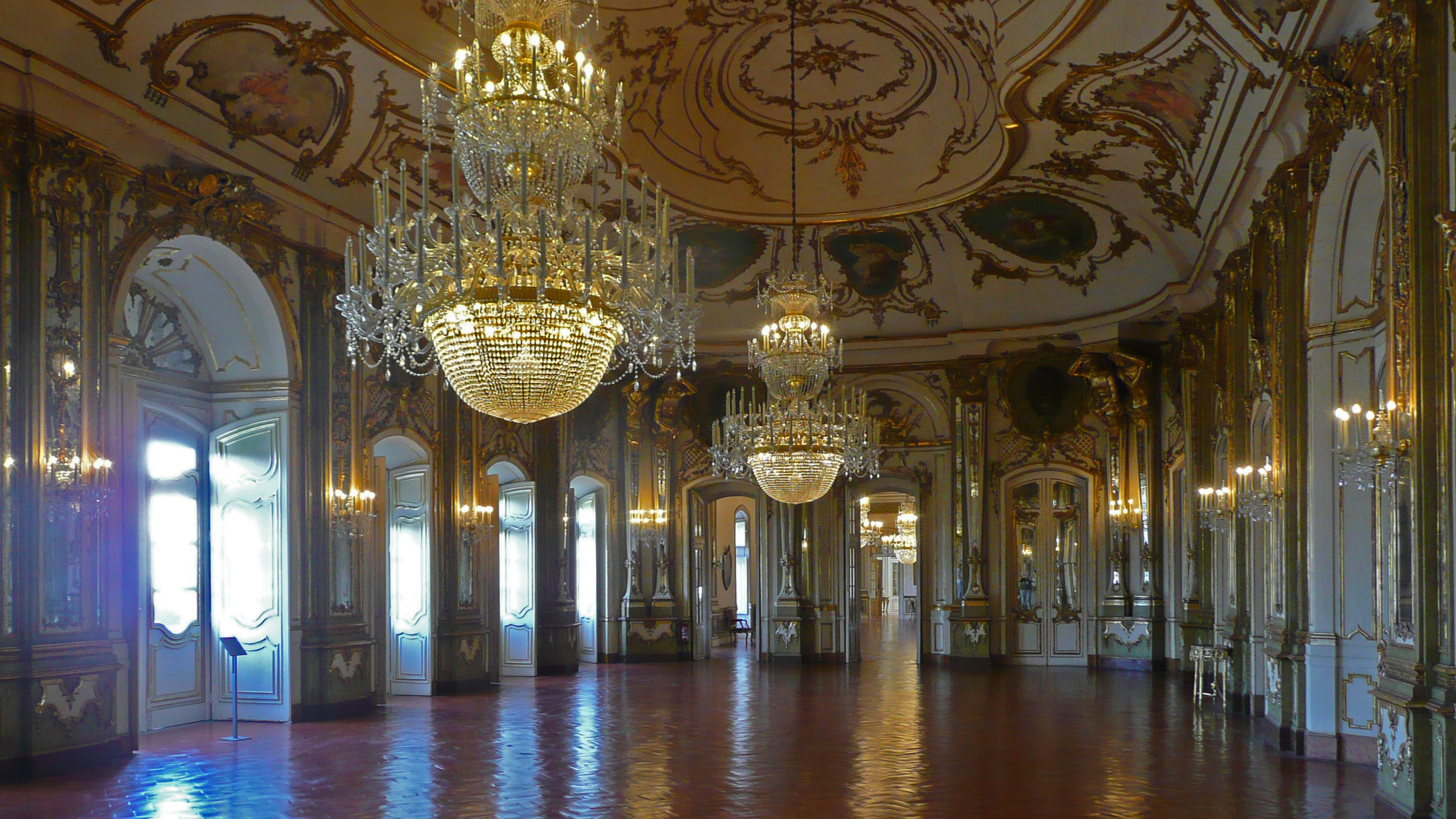
Innenansicht
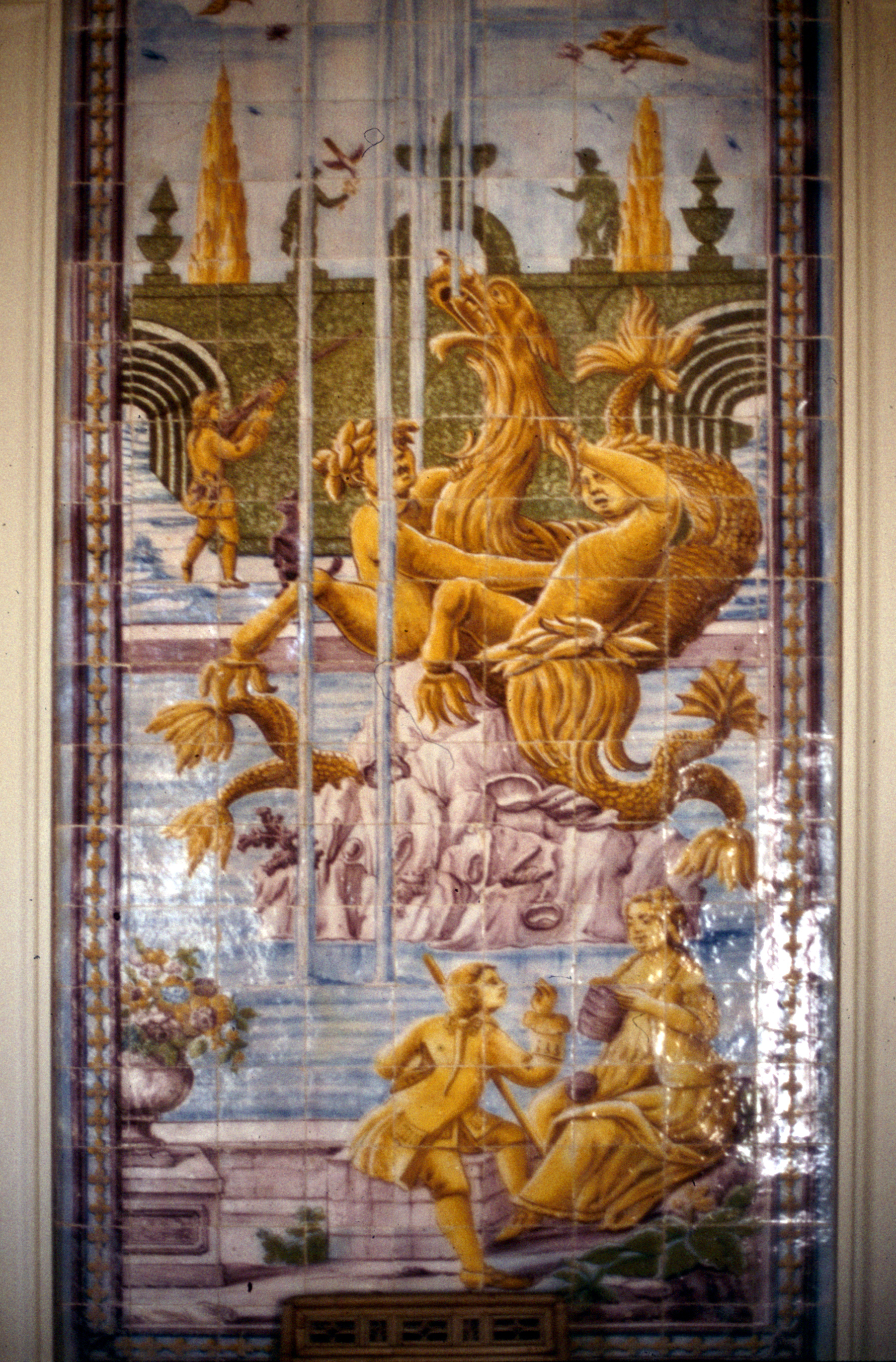
Azulejos
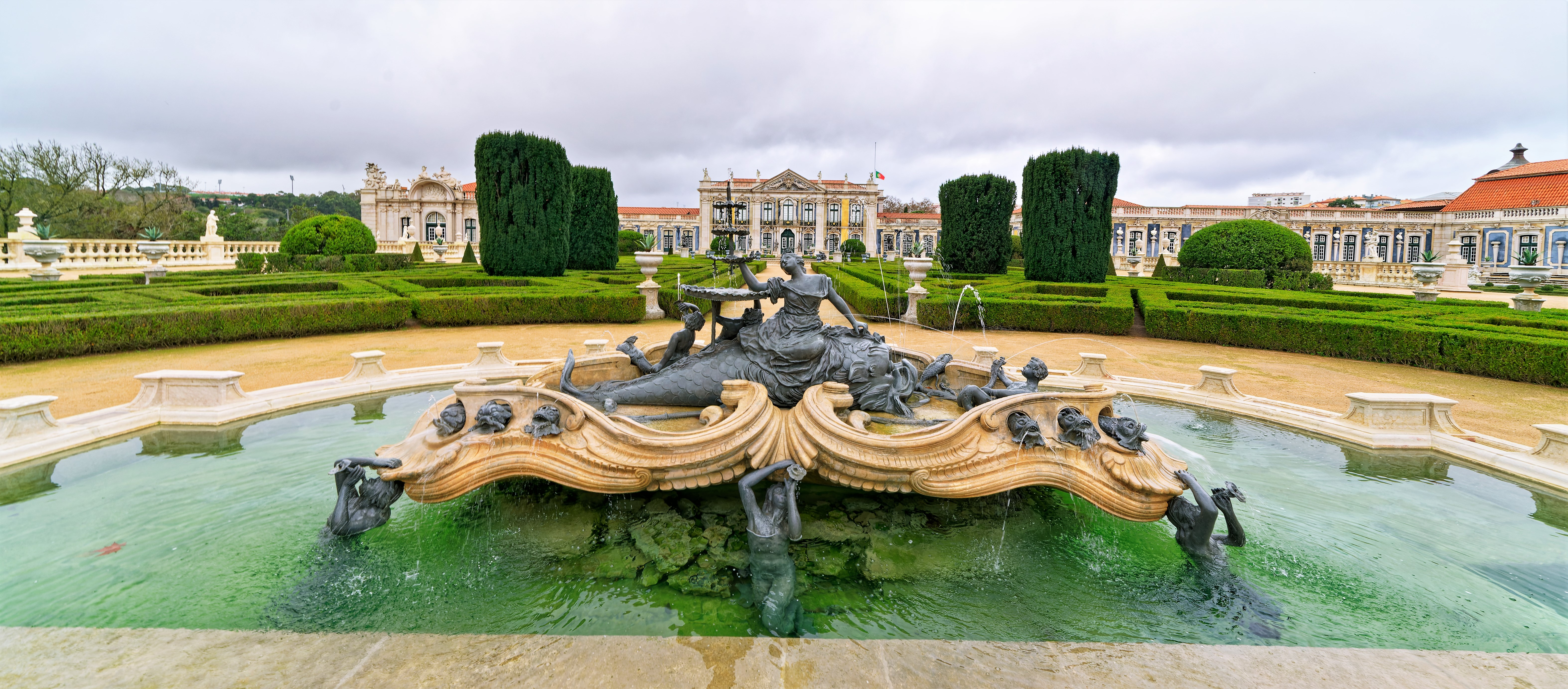
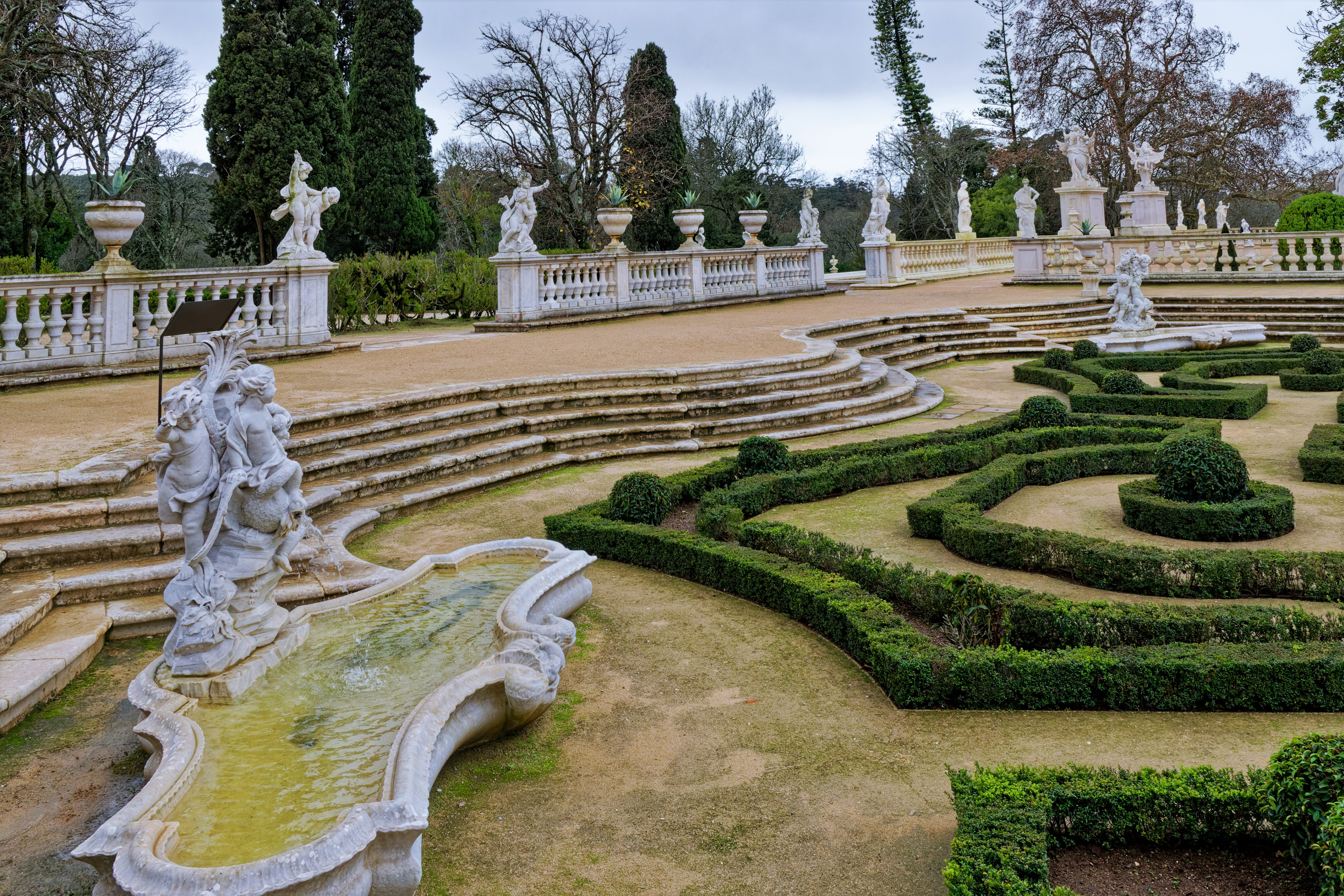
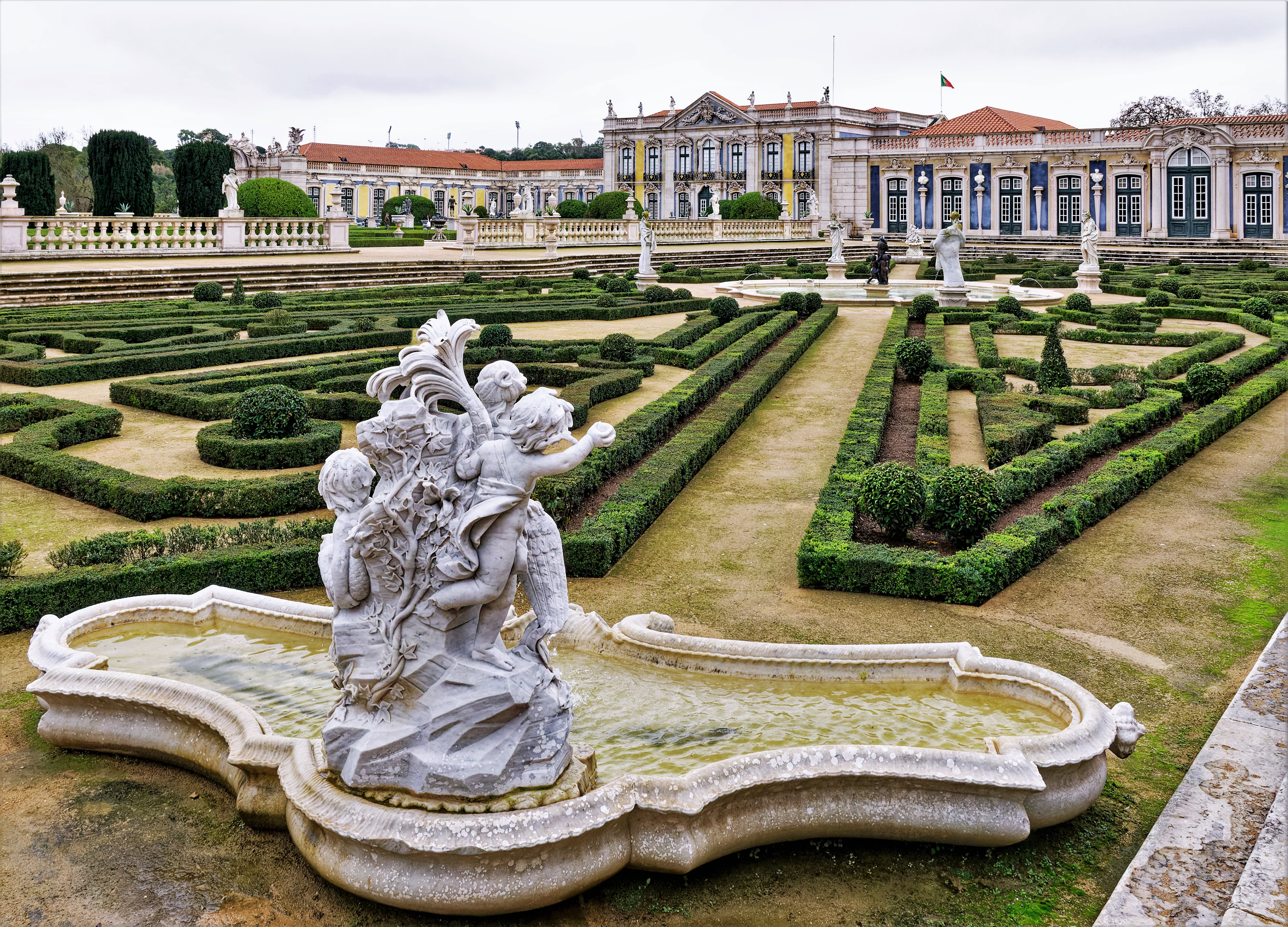
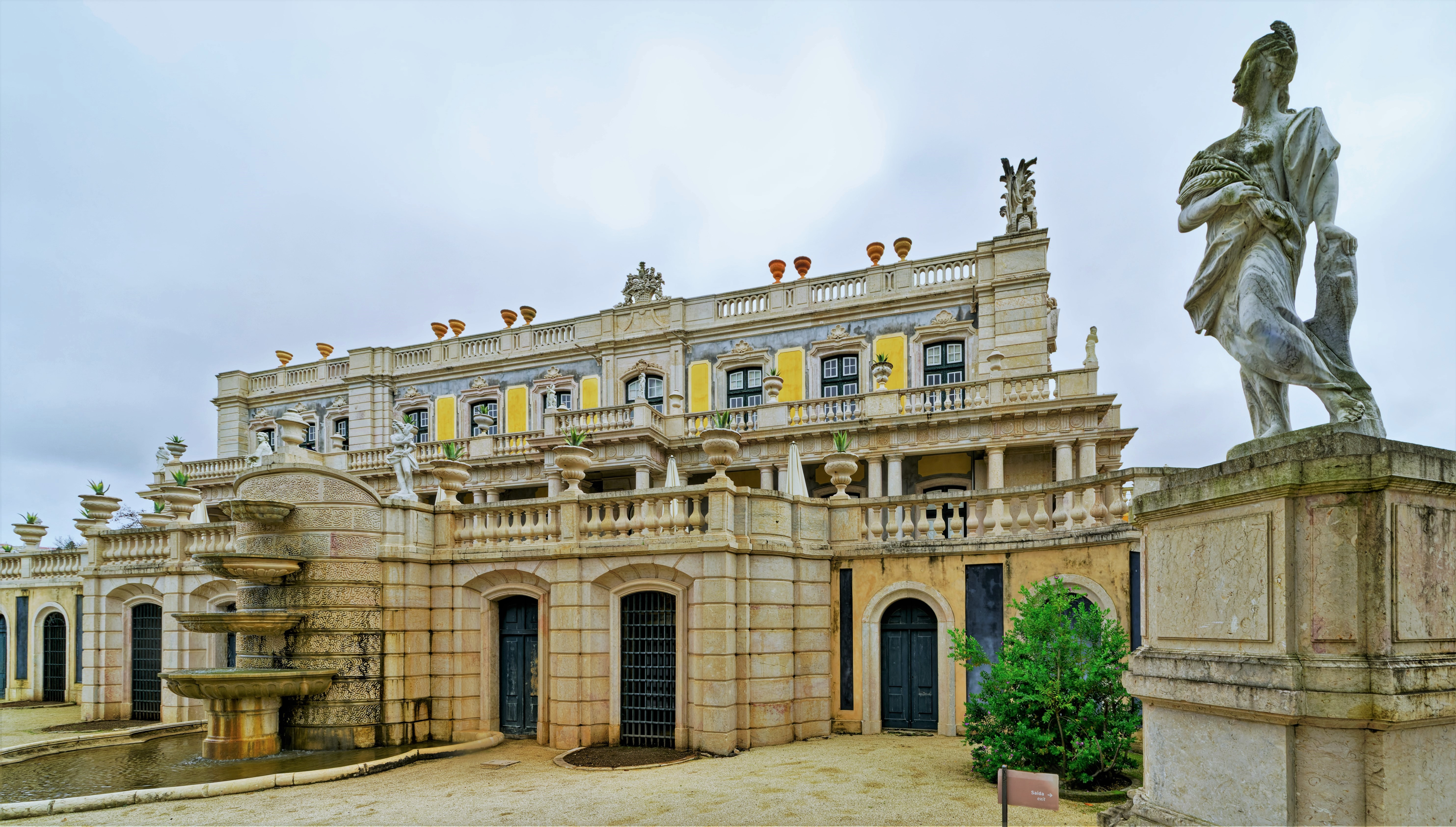
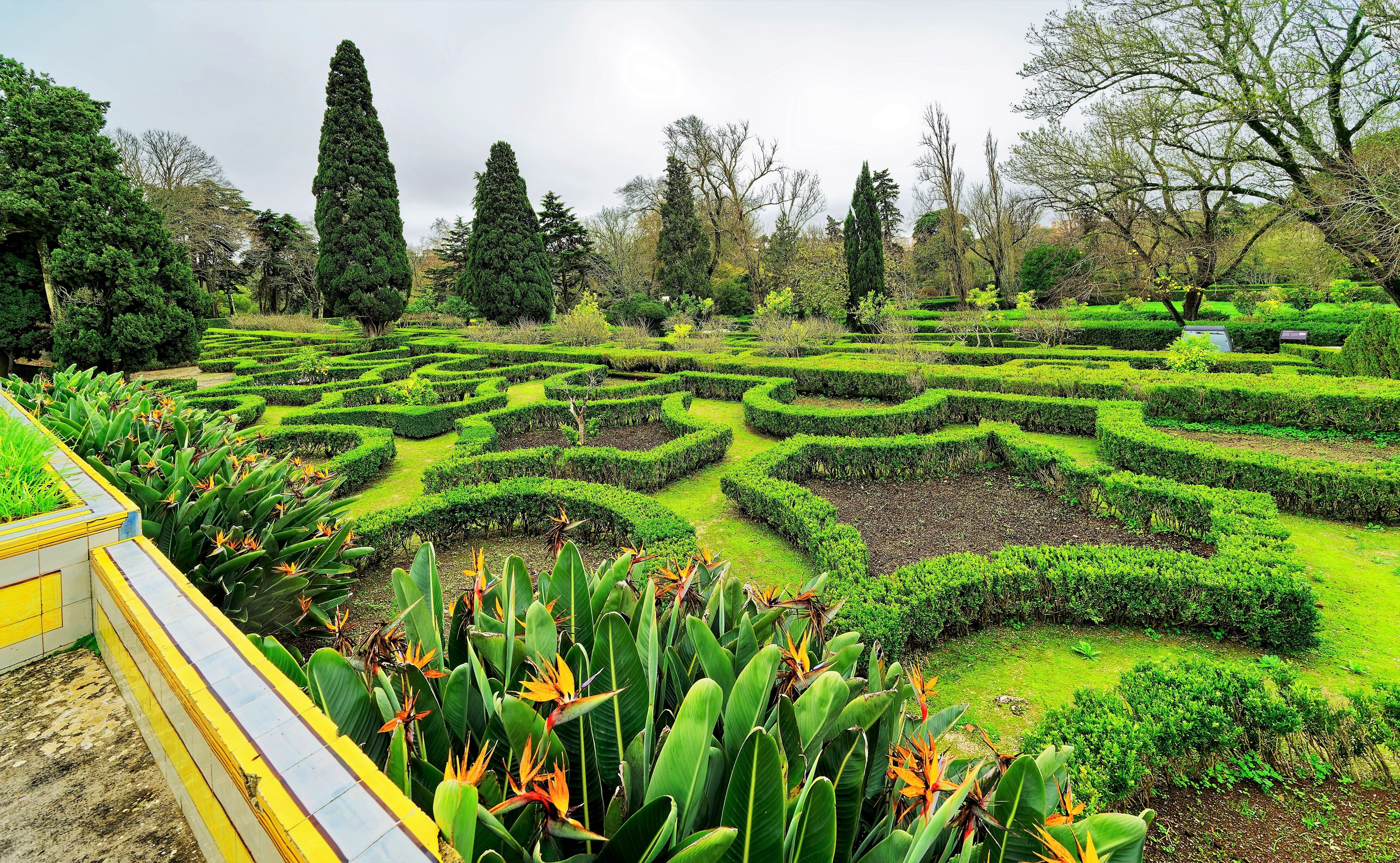
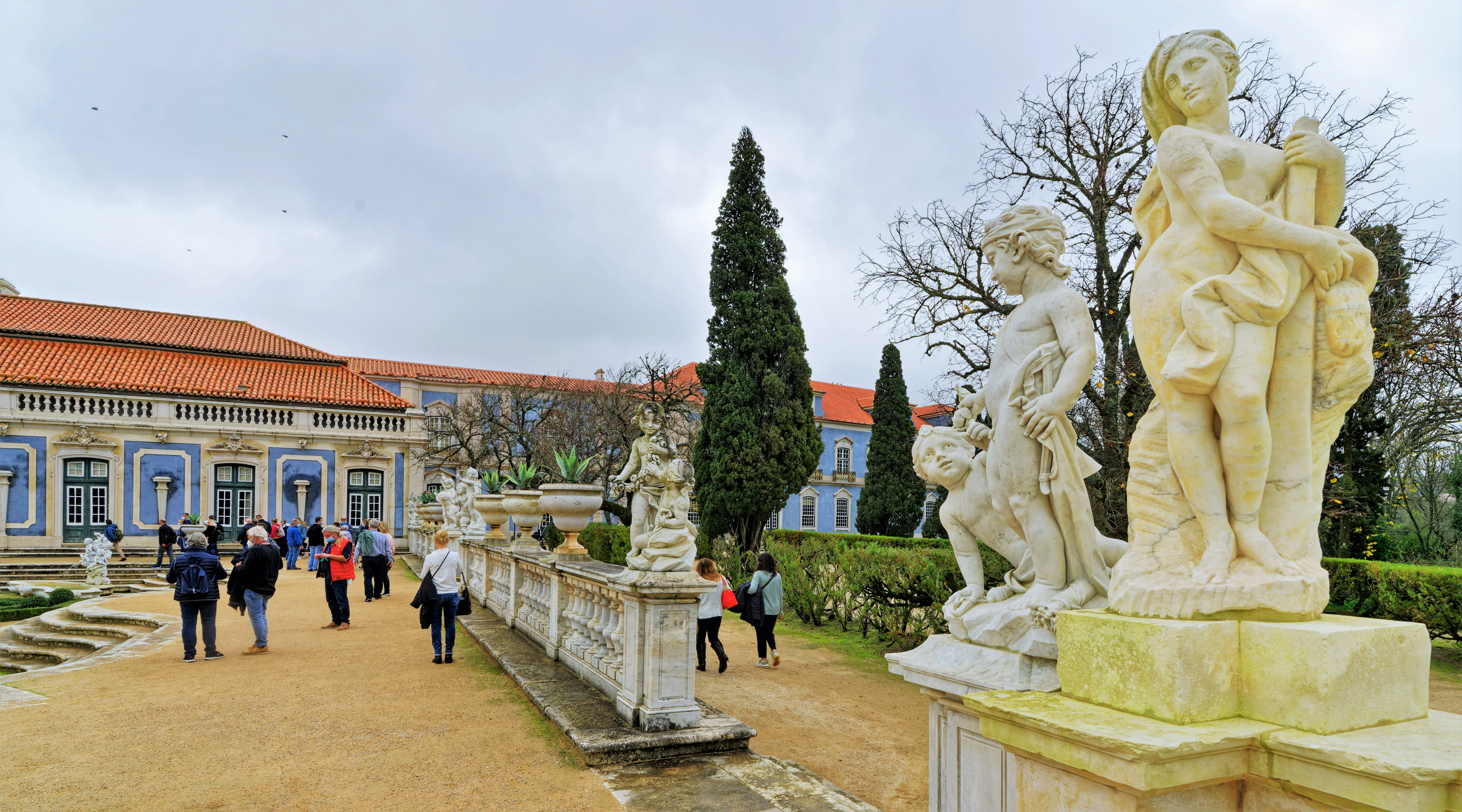

Rundgang durch den Palast
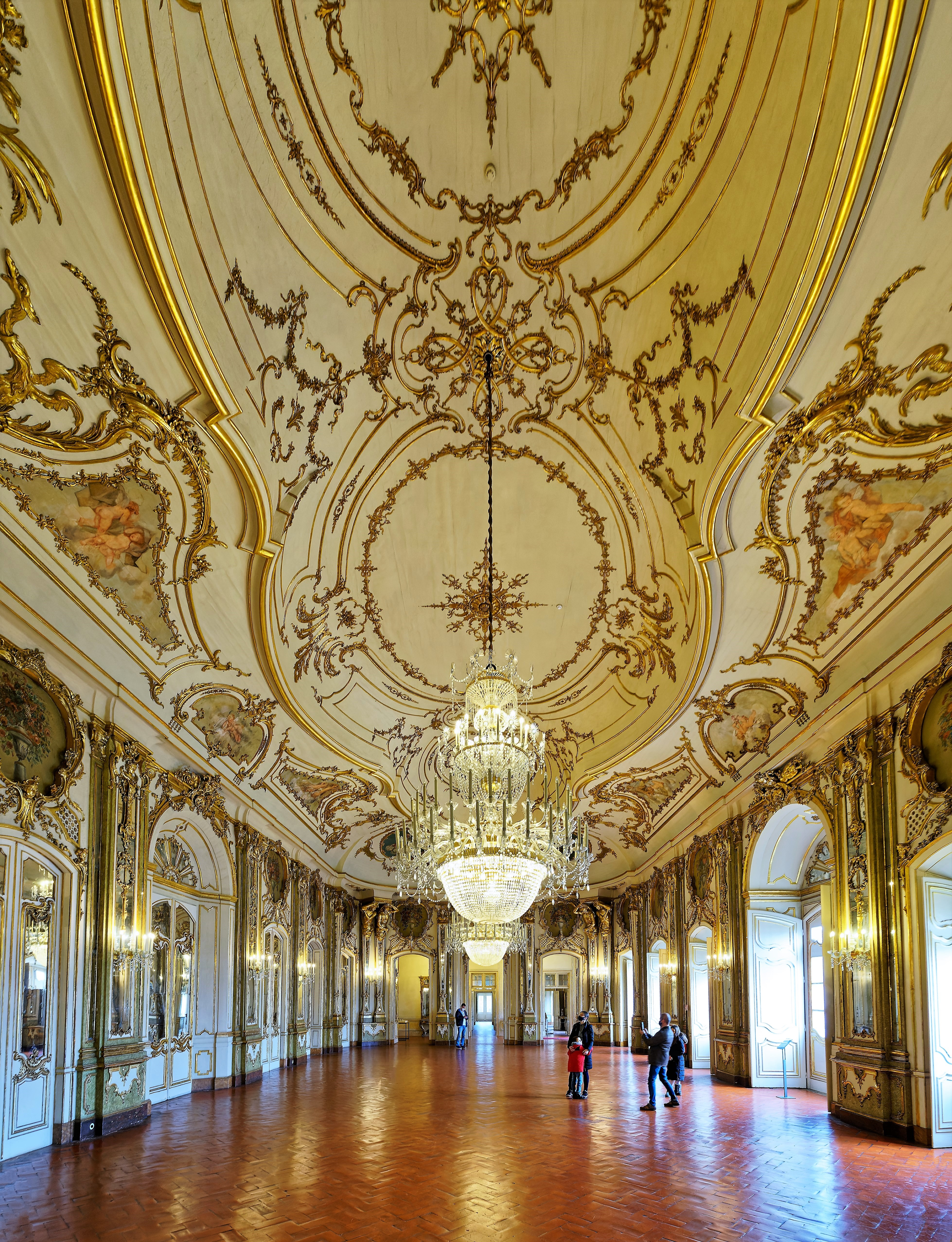
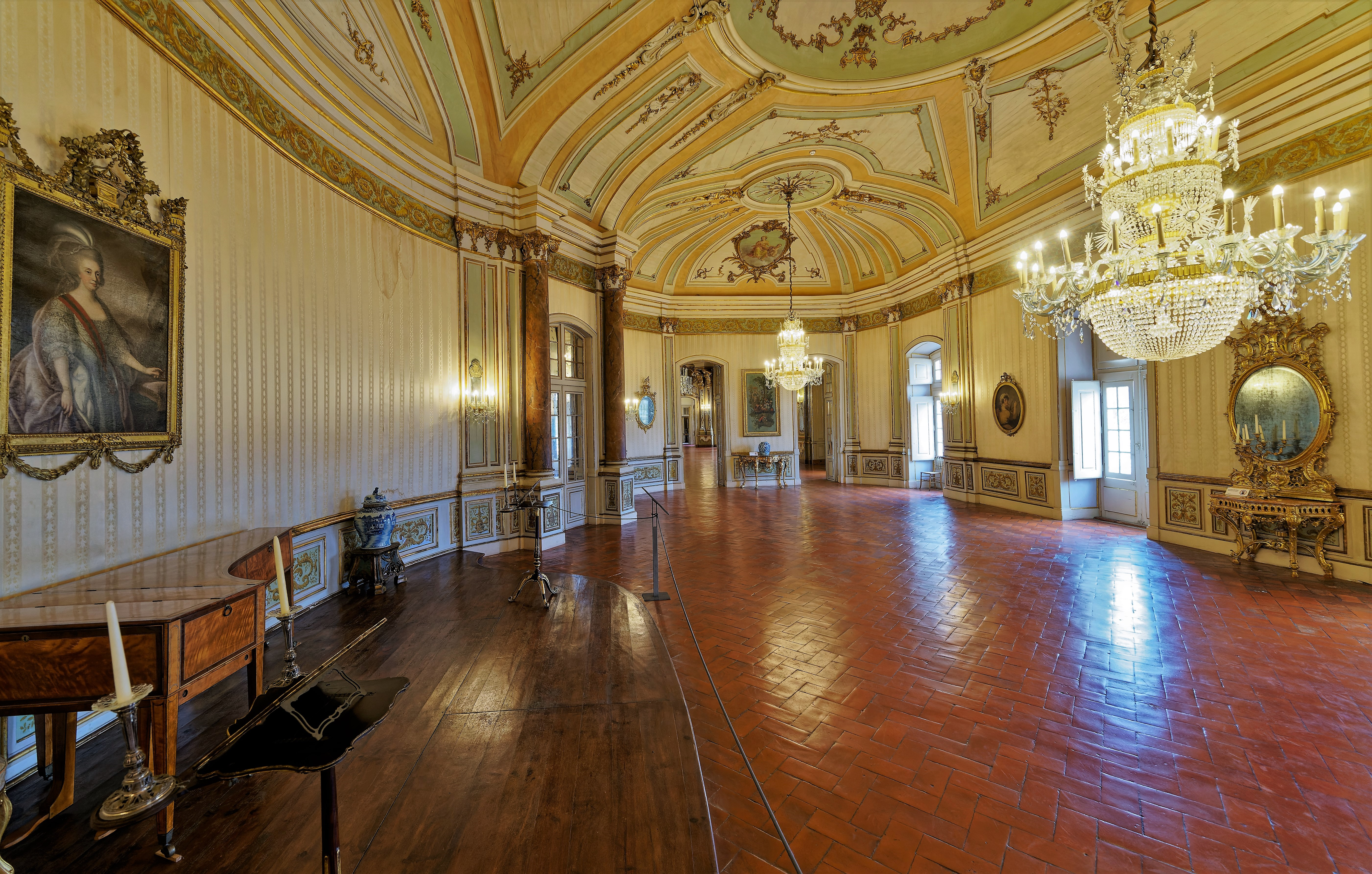
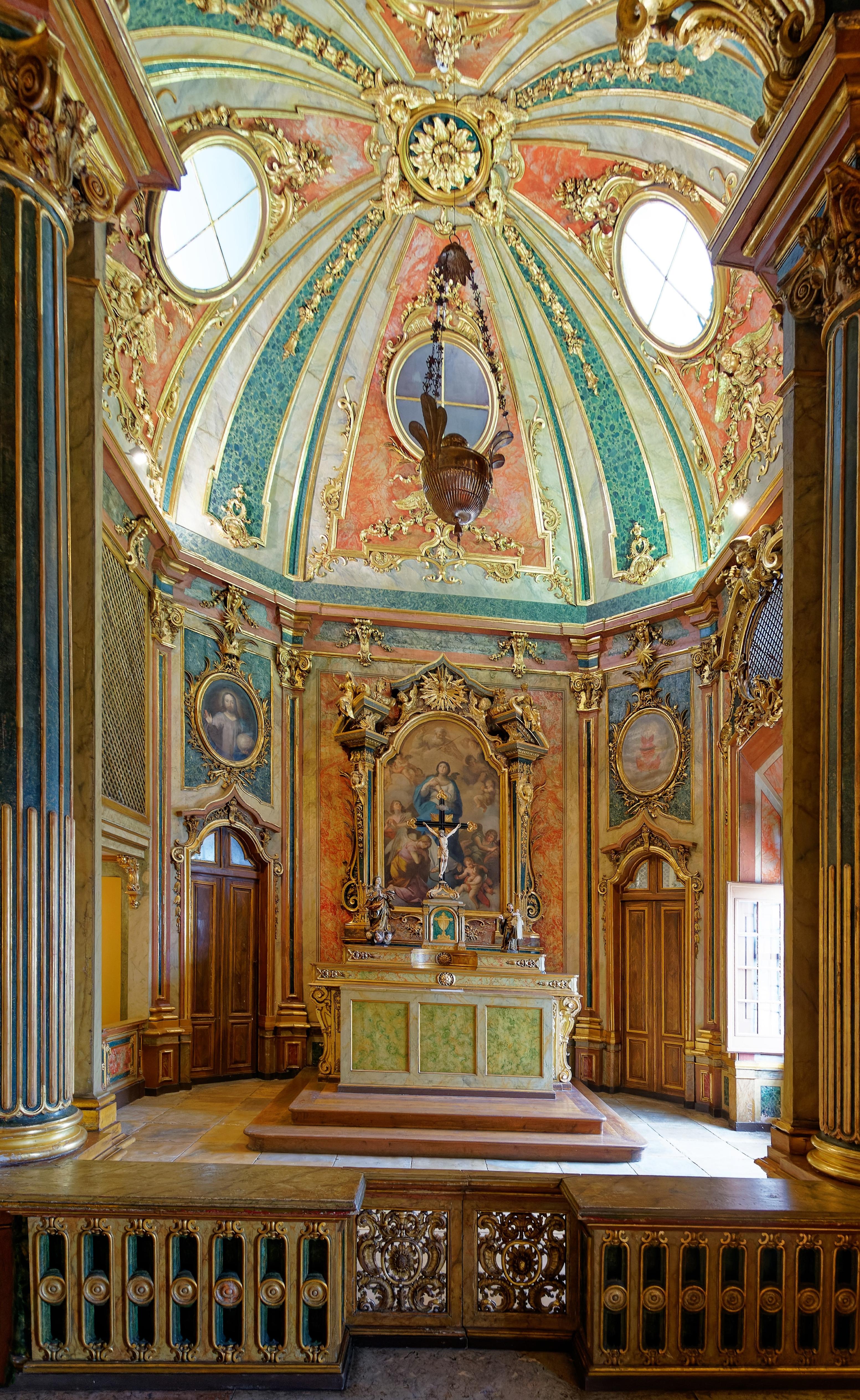
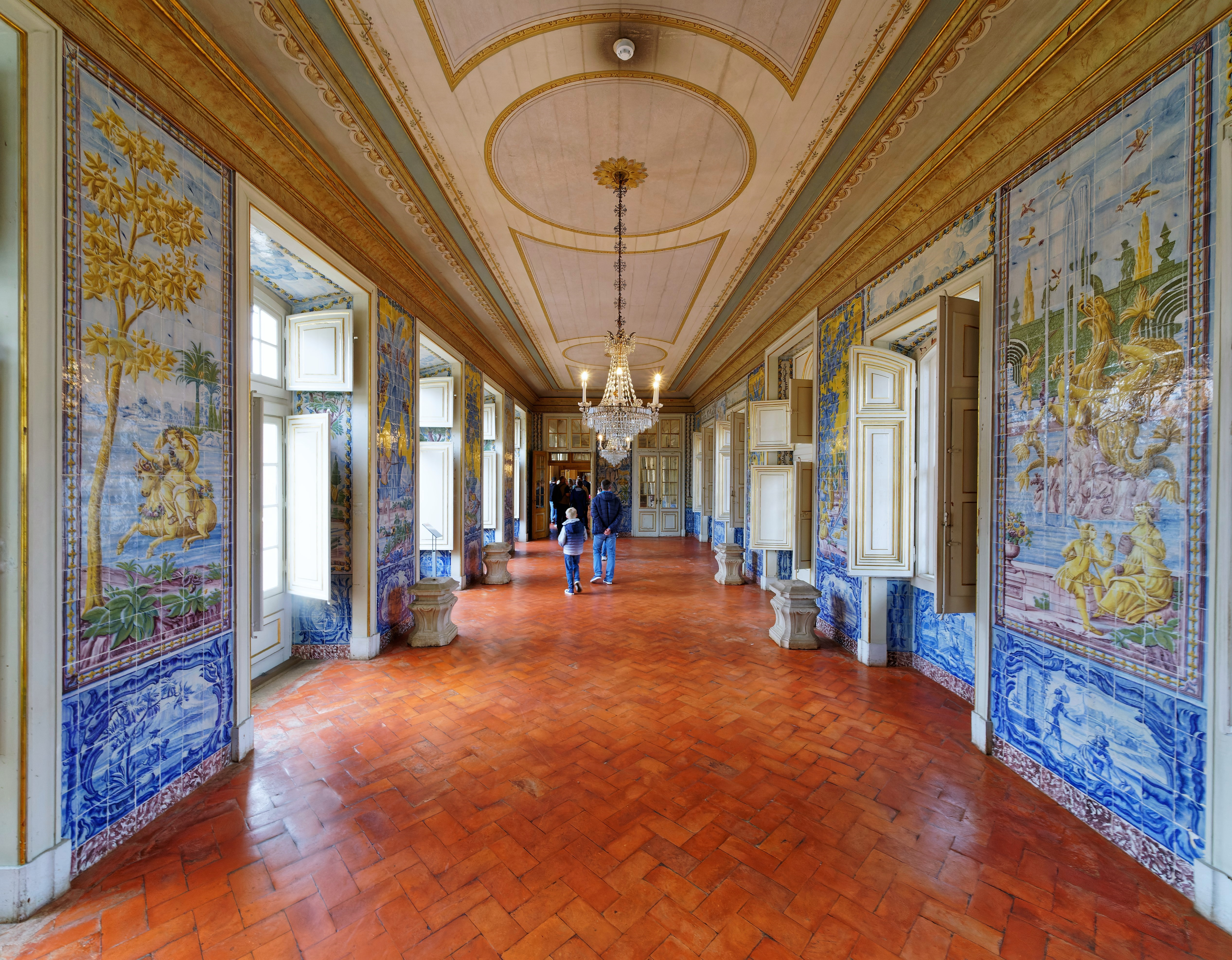
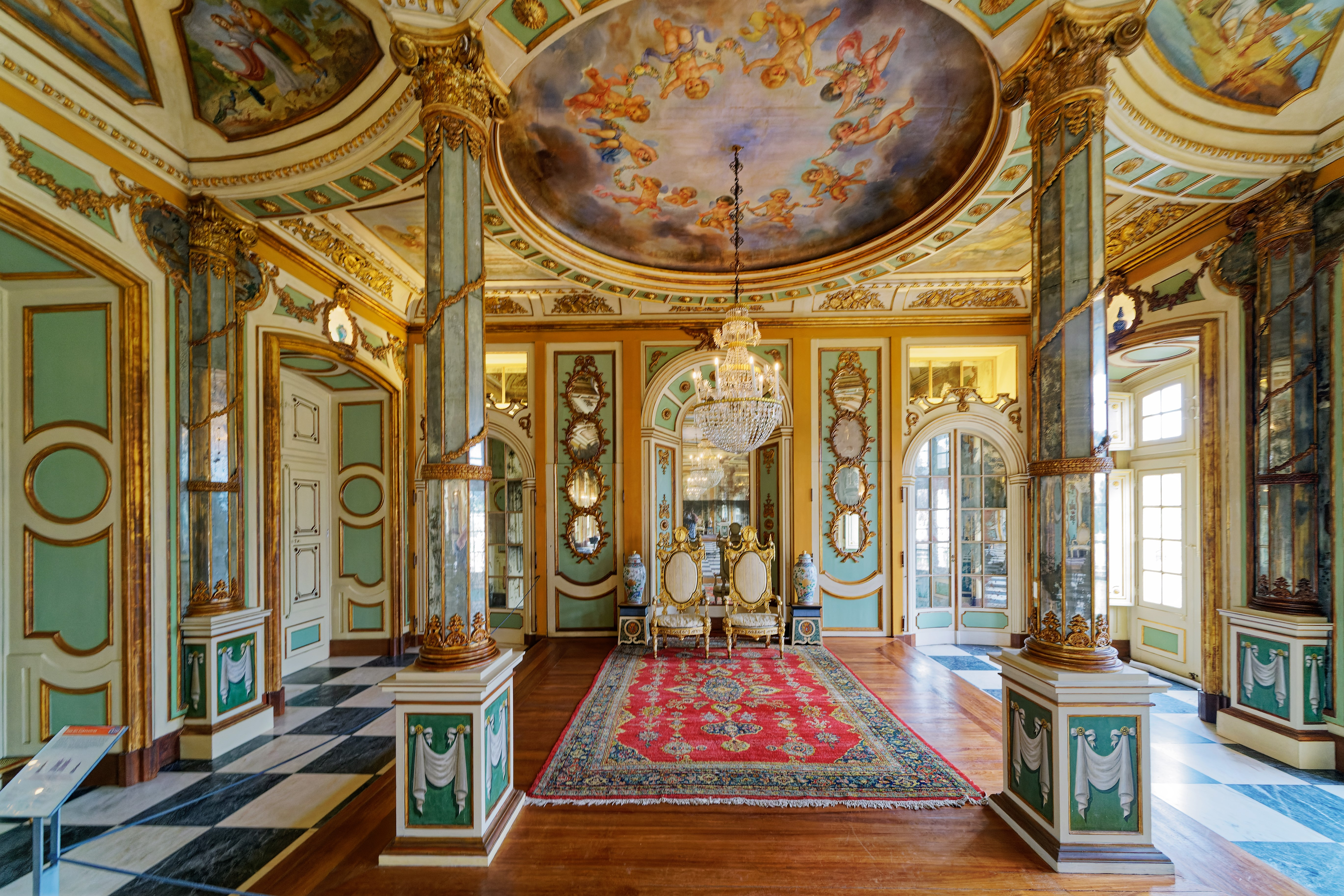
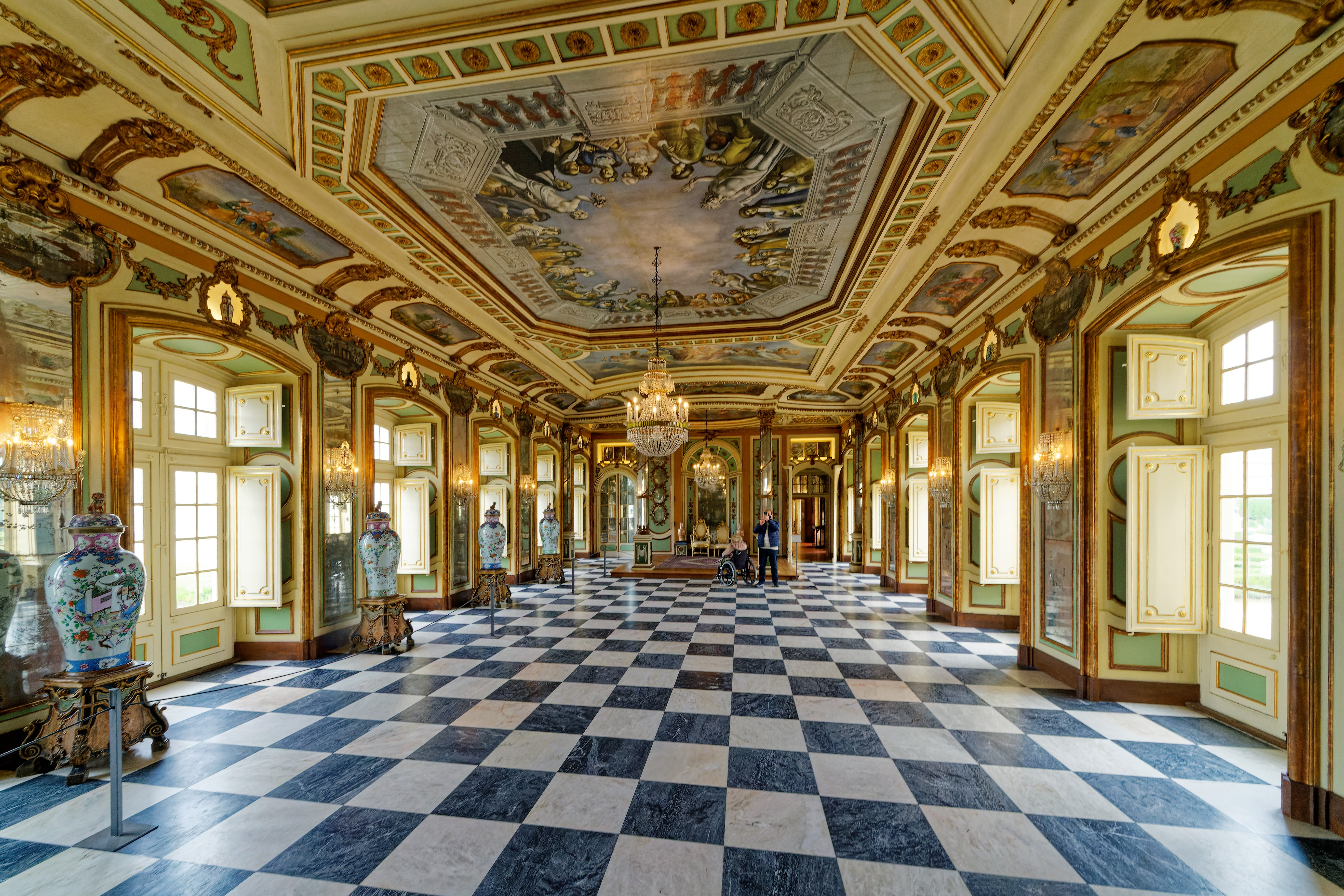
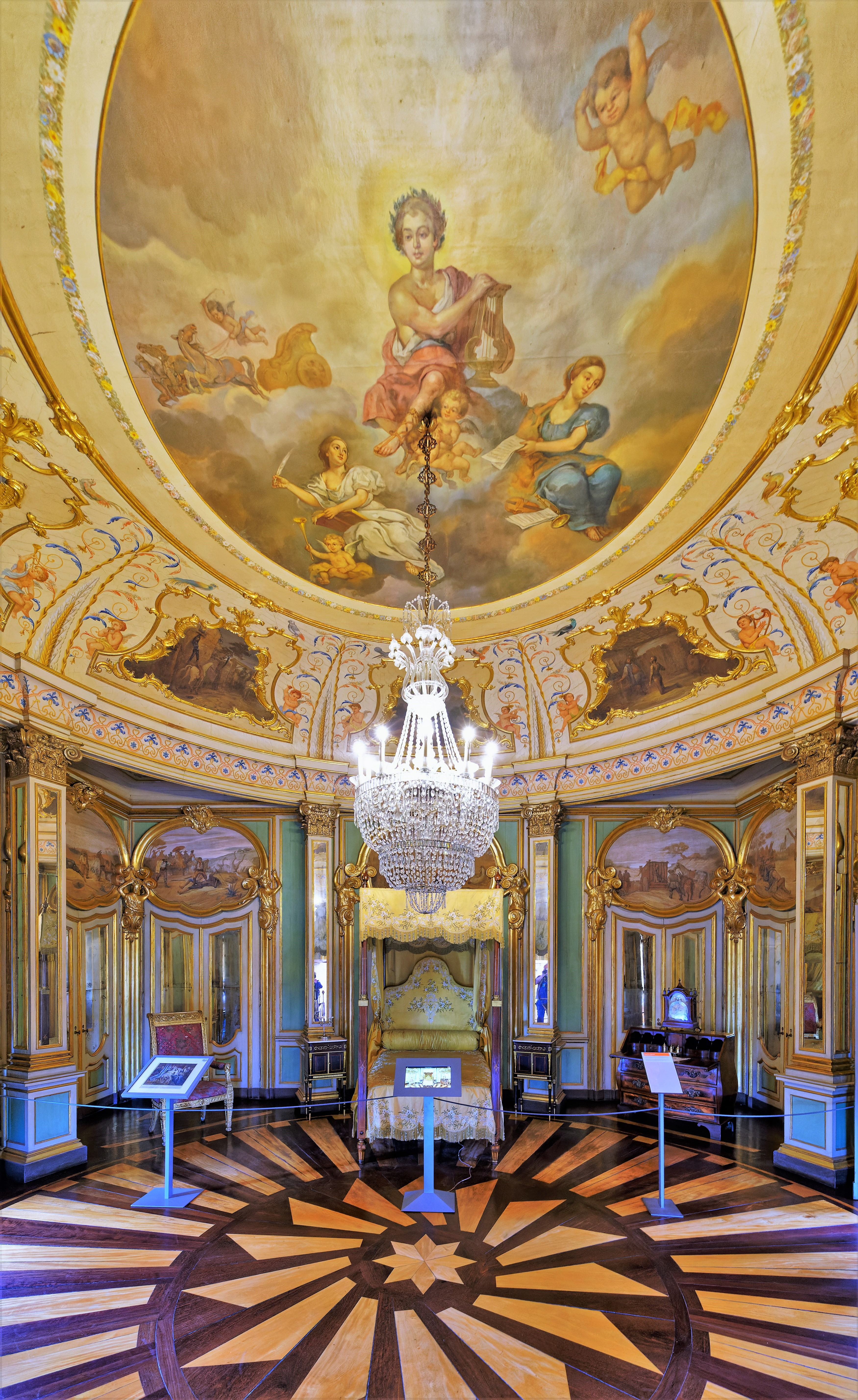
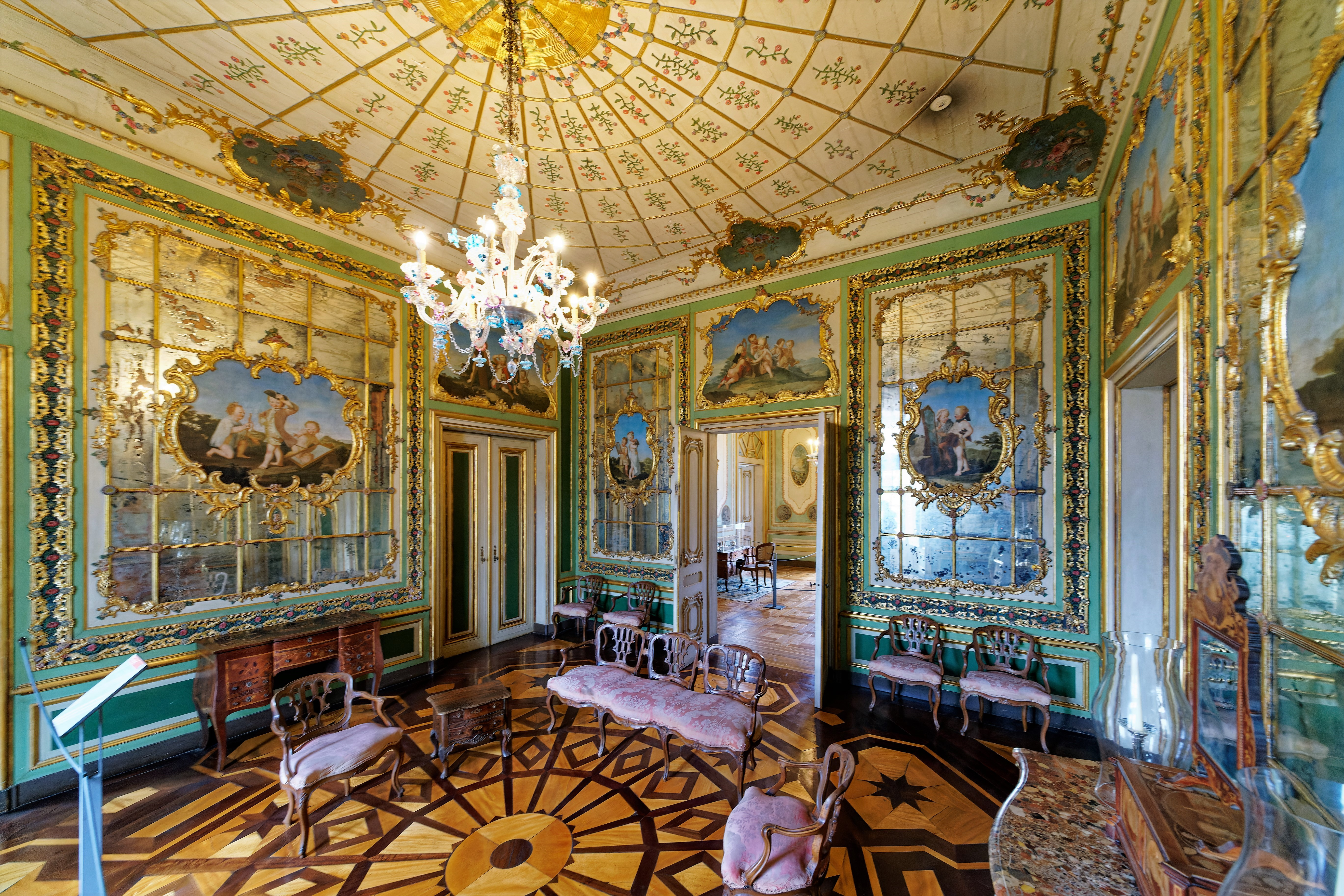